# Santiago Brouard Pérez
Santiago Brouard Pérez (Lekeitio, Biscaia, 19 d'abril de 1919 - Bilbao, 20 de novembre de 1984) va ser un metge i polític d'ideologia nacionalista basca. Va ser metge pediatre i dirigent de l'esquerra abertzale, tinent d'alcalde de Bilbao, i escollit al Senat espanyol, com a membre d'Herri Batasuna.

## Biografia
Va estudiar medicina a la Universitat de Valladolid, segons confessaria després per influència de la defunció sobtada en poc temps de dues de les seves germanes. Una vegada va acabar la carrera va tornar a Bilbao per a realitzar l'especialització en pediatria a l'Hospital de Basurto. Rondant els quaranta anys va contreure matrimoni amb Teresa Aldamiz, amb la qual tindria tres fills. En aquest moment es comença a acostar al nacionalisme basc, participant en la fundació de les primeres ikastolak (escoles on s'imparteix docència en euskera) de Biscaia. Va fugir a França el 1974 després de ser perseguit per atendre un militant d'ETA ferit de bala per la policia. A Iparralde entrà en contacte amb històrics d'ETA com Argala, amb el qual, en les acaballes de la dictadura franquista, va participar en l'elaboració de l'Alternativa KAS, la qual era un programa de mínims al que s'adherien diferents organitzacions de l'esquerra nacionalista basca.
Brouard va ser un dels fundadors d'Euskal Herriko Alderdi Sozialista (EHAS) que, posteriorment, va passar a denominar-se Herri Alderdi Sozialista Iraultzailea (HASI) el 1977. Va ser president de HASI i dirigent d'Herri Batasuna fins al seu assassinat. Havent tornat de l'exili, Santiago Brouard va seguir implicat en la política alhora que atenia la seva consulta de pediatria a Bilbao. Va ser empresonat el 1983 pels successos de la Casa de Juntes de Guernica, en què un grup de diputats d'Herri Batasuna va cantar l'Eusko gudariak (himne al soldat basc) durant la visita del rei Joan Carles I. Va formar part de la Taula Nacional d'Herri Batasuna i va ser triat parlamentari nacional i autonòmic per Biscaia en diverses ocasions, també va ser tinent d'alcalde de Bilbao durant una legislatura.

## Assassinat
El 20 de novembre de 1984 va ser assassinat en la seva consulta de pediatria. Els autors materials del crim van ser Luis Morcillo i Rafael López Ocaña, sicaris contractats pels GAL. Segons el testimoniatge de López Ocaña, aquest va cobrar 3 milions de pessetes de mans de Morcillo per l'assassinat. Morcillo els hauria rebut de Rafael Masa, per aquell temps comandant de la Guàrdia Civil. Segons aquesta declaració d'Ocaña, els diners provenien de Julián Sancristóbal, que en aquella època era el director General de Seguretat de l'Estat.